# Santanu
Shantanu(((lang-sa | शंतनु))) é um rei de Hastinapura na grande épico do Mahabharata. Ele é um descendente da raça Bharata, da dinastia lunar e o antepassado de Pandava e Kaurava. O Rigveda menciona Shantanu no hino 10,98. Ele era o filho mais novo do rei Pratipa de Hastinapur e que tinha  nascido na sua velhice. O filho mais velho, Devapi sofria de lepra e abdicou sua herança para se tornar um eremita. O meio filho Bahlika dedicou a sua vida para conquistar os antigos territórios Balkh ariano próximo e, portanto, Shantanu tornar o Rei de Hastinapur por omissão.

## Shantanu e Ganga
Shantanu viu uma linda mulher, nas margens do rio Ganga e pediu a ela em casamento. Ela concordou, mas com uma condição de que Shantanu não perguntaria qualquer coisa sobre o que ela fazia. Eles casaram e logo Ganga engravidou. Mas Ganga afogou a criança. Shantanu não poderia perguntar o porque disto por causa da sua promessa de não inquerir a ela sobre nada que ela fizesse. Um por um sete crianças foram afogados e Shantanu não podia mais segurar a sua curiosidade e perguntou a Ganga, quando ela estava prestes a afogar o oitavo filho. Ganga deixou o rei e o oitavo filho vivo e ele é se chamou Devavrat (mais tarde Bhishma).

## Shantanu e Satyavati
Quando o filho de Shantanu, Bhishma, tinha crescido e se tornado um bonito príncipe, Shantanu deparou com Satyavati, filha de Dāshraj (um barqueiro do rio Yamuna), ele se apaixonou por ela. Dāshraj concordou com o casamento com a condição de que qualquer criança Satyavati tivesse herdaria o trono.
O rei Shantanu foi incapaz de dar a sua palavra sobre isto, seria injusto para Bhishma, o legítimo herdeiro do trono. No entanto, Bhishma veio a saber do presente e, no último gesto de renúncia e sacrifício pelo bem de seu pai, deu a palavra para que ele Dāshraj renunciaria ao trono, em favor aos filhos de Satyavati. Para tranquilizar o cético barqueiro, ele também jurou celibato ao longo da vida para garantir que as futuras gerações de Satyavati também não fossem contestadas por seus descendentes.
Shantanu e Satyavati tiveram dois filhos, Chitrāngada e Vichitravirya. Shantanu Depois da morte, Satyavati continuou a governar o reino com seus dois filhos, com a ajuda de Bhishma.